# Preot

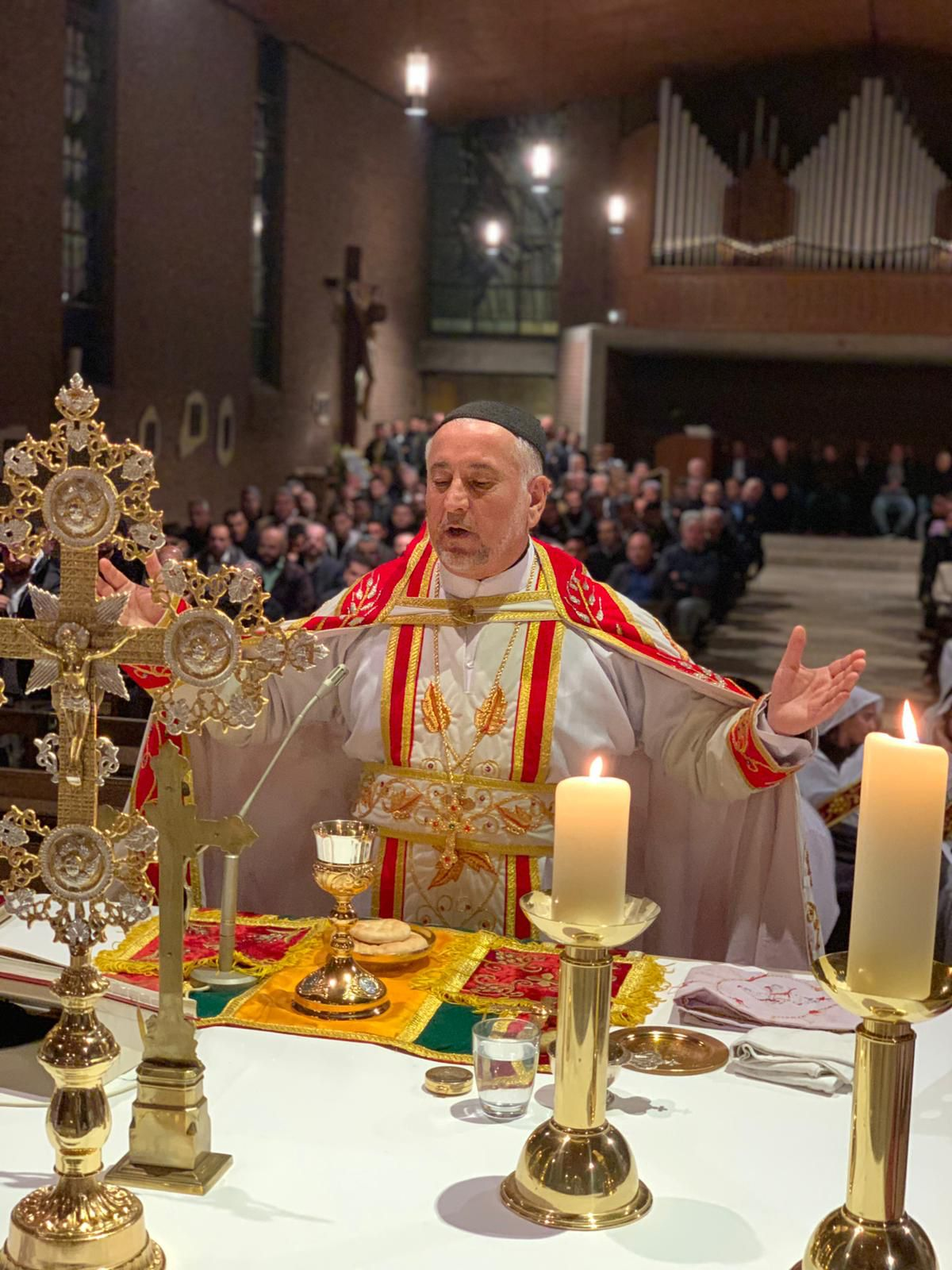
Un preot ortodox sirian în timpul unei liturghii euharistice

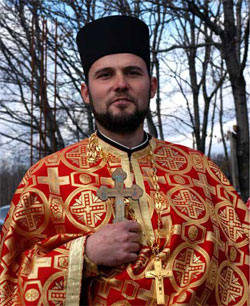
Preot ortodox

Preotul este persoana autorizată a unei religii, cu funcții speciale în ceea ce privește cultul, interpretarea și transmiterea învățăturii și practicilor credinței respective. 
În creștinism preotul este responsabil de administrarea tainelor (sacramentelor) Bisericii. 
Preoții hinduși și cei romano-catolici trăiesc de obicei celibatari. Preoții creștin ortodocși sunt în general căsătoriți, cu excepția ieromonahilor (preoți călugări), din rândul cărora sunt aleși episcopii.

## Hirotonirea
Preoții ortodocși se împart în două grupuri distincte: clerul căsătorit (clerul secular, sau „de mir”) și clerul monahal. În Biserica Ortodoxă, un bărbat poate fi hirotonit după căsătorie, dar atât el cât și soția sa trebuie să fie la prima căsătorie. Dacă rămâne văduv, el nu se poate recăsători și continuă să fie preot.
În general, dacă un celibatar este hirotonit, el trebuie să devină monah pentru a-și putea păstra preoția. Un preot-călugăr este numit ieromonah.

## Preoția
În învățătura de credință a Bisericii este precizat că toți clericii trebuie să se străduiască să realizeze lucrarea Harului primit de ei prin „punerea mâinilor” în cel mai bun mod cu putință. Dar Biserica învață că realitatea și eficacitatea Sfintelor Taine ale Bisericii realizate de preoți nu depind de virtuțile lor personale, ci de prezența și lucrarea lui Iisus Hristos, Care acționează în Biserica Sa prin Sfântul Duh. Astfel, preoția este un dar al Bisericii - Trupul lui Hristos în istorie -, în slujba comunități ecleziale, iar nu un dar personal al celui care devine preot. La fel se întâmplă și în cazul episcopilor, unde Hristos este cel care lucrează ca învățător, păstor bun, iertător și vindecător. Hristos este cel care șterge păcatele și vindecă bolile fizice, mentale și spirituale ale lumii întregi. Preotul este icoana lui Hristos.
În exercițiul funcțiunii sale liturgice, preotul ortodox îndeplinește un rol dublu: pe de o parte, în virtutea harului sfânt primit de la episcop prin hirotonie, el este un slujitor al lui Dumnezeu, un reprezentant sau continuator al preoției Mântuitorului, iar pe de alta el este un interpret, delegat al Bisericii, adică al obștii credincioșilor pe care îi păstorește, fiindcă el se roagă nu numai în numele său personal ci și în numele credincioșilor și pentru ei. Ca reprezentant al credincioșilor, el prezintă lui Dumnezeu cuvenita ofrandă a acestora, adică darurile, închinarea și rugăciunile lor, iar ca vas ales al harului, el transmite credincioșilor ceea ce vine de la Dumnezeu, adică harul dumnezeiesc, iertarea păcatelor, viața veșnică și, în general, toate darurile spirituale și bunătățile materiale pe care le primim de la Dumnezeu. Preotul slujitor este astfel verigă de legătură între Dumnezeu și credincios, între cer și pământ. Acest lucru este vizibil în practica liturgică a Bisericii Ortodoxe, unde preotul este, pe de-o parte, cu fața la Răsărit (și cu spatele la credincioși) când poartă rugăciunea sau ofranda poporului credincioșilor în fața Tronului lui Dumnezeu, și, pe de altă parte, cu fața la credincioși, atunci când poartă cuvântul lui Dumnezeu către ei (de exemplu: citirea Evangheliei, predica).
Ca semn că nu are deplinătatea puterii sacramentale, preotul binecuvântează cu o singură mână (dreapta).
În mod normal, preoții au funcția de preoți de parohie, funcție care în Biserica Primară era deținută de episcopi. Ei sunt liderii comunității locale de creștini. Ei prezidează la Sfânta Liturghie și învață, predică, sfătuiesc și exercită funcția de iertare și vindecare.
Deoarece preoții sunt numiți de episcop și aparțin acelei comunități unde au fost numiți, ei nu au autoritatea sau datoria de a sluji în afara propriei comunități. Pe Sfânta Masă din altarul fiecărei parohii, există o țesătură numită antimis, semnată de episcop, care semnifică permisiunea dată acelei comunități de a se întâlni și acționa ca Biserica. Fără antimis, preotul și poporul de credincioși ai comunității nu pot sluji în mod legitim.

## Religiile istorice
În politeismul istoric, un preot administrează sacrificiul unei zeități, adesea în ritual extrem de elaborat. În vechiul Orient Antic, preoția a acționat, de asemenea, în numele divinităților în gestionarea proprietății lor. Preotesele din antichitate au practicat deseori prostituția sacră, iar în Grecia antică, unele preotese, cum ar fi Pythia, preoteasa la Delphi, au acționat ca oracole.